# Meikyū Black Company
The Dungeon of Black Company (迷宮ブラックカンパニー, Meikyū Burakku Kanpanī) É mangá escrito e ilustrado por Yohei Yasumura, publicada no site Mag Comi do Mag Garden desde de 5 de dezembro de 2016. Uma  adaptação de anime produzido pelo estúdio Silver Link estreou em 9 de julho de 2021.

## Sinopse

### Enredo
Endividado e em um novo mundo? Kinji está vivendo um pesadelo! Evitar o trabalho será um grande desafio. Ele tem o que é preciso?
Kinji, que carece de qualquer tipo de ética de trabalho, é um vagabundo em sua vida moderna. Um dia, ele se vê transportado para outro mundo - mas não em uma grande fantasia de um herói recebido de braços abertos. Ele é imediatamente colocado em um péssimo trabalho! Agora escravizado por uma empresa de mineração do mal em um mundo de fantasia, Kinji está prestes a realmente aprender o significado do trabalho duro![carece de fontes?]

## Personagens
Kinji Ninomiya (二ノ宮キンジ, Ninomiya Kinji)
Voz de: Katsuyuki Konishi
Dublado por: Samuel Fernandes  (Brasil);
O protagonista, um humano que recorrerá a todos os meios para subir na hierarquia da mineradora, apesar dos constantes fracassos.
Rim  (リム, Rimu)
Voz de: Misaki Kuno
Dublado por: Luy Campos (Brasil);
Uma dragão poderosa que assumiu a forma de uma adolescente e se juntou a Kinji quando ele prometeu que poderia saborear as comidas da humanidade.
Wanibe (ワニベ)
Voz de: Hiro Shimono
Dublado por: Renan Vidal (Brasil);
Um semi-humano crocodilo e um dos colegas de trabalho de Kinji.
Belza (ベ ル ザ, Beruza)
Voz de: Satomi Satō
Dublado por: Shallana Costa (Brasil);
Uma executiva que atua como diretora da masmorra da indústria de mineração Reisach. Uma pessoa que personifica o lado negro da indústria de mineração, obrigando as pessoas a trabalhar até a morte em benefício da empresa.

## Mídia

### Mangá
The Dungeon of Black Company é escrito e ilustrado por Yohei Yasumura, publicada no site Mag Comi do Mag Garden desde de 5 de dezembro de 2016. Seus capítulos em volumes tankōbon lançado desde de 10 de maio de 2017.

#### Lista de Volumes
| N.º | Data de lançamento     | ISBN              |
| --- | ---------------------- | ----------------- |
| 1   | 10 de maio de 2017     | 978-4-800-00683-7 |
| 2   | 9 de dezembro de 2017  | 978-4-800-00736-0 |
| 3   | 10 de setembro de 2018 | 978-4-800-00791-9 |
| 4   | 10 de maio de 2019     | 978-4-800-00855-8 |
| 5   | 9 de novembro de 2019  | 978-4-800-00910-4 |
| 6   | 10 de julho de 2020    | 978-4-800-00992-0 |
| 7   | 20 de julho de 2021    | 978-4-800-01110-7 |
| 8   | 10 de novembro de 2021 | 978-4-800011-44-2 |
| 9   | 8 de julho de 2022     | 978-4-800012-29-6 |
| 10  | 10 de março de 2023    | 978-4-800013-07-1 |
| 11  | 9 de novembro de 2023  | 978-4-800013-89-7 |
| 12  | 10 de setembro de 2024 | 978-4-80001-493-1 |

### Anime

Pôster do anime Meikyū Black Company

Uma adaptação do anime foi anunciada, em junho de 2020, e será feita pelo estúdio Silver Link foi anunciada. A série é dirigida por Mirai Minato, no roteiro é Deko Akao, os design de personagens ficaram a cargo de Yuki Sawairi e músicas foram feitas por Taku Inoue. O tema de abertura é Shimi (染 み) pela banda Howl Be Quiet, o tema de encerramento é World is Mine (ワールドイズマイン) do trio Humbreaders. A animação estreou em 9 de julho de 2021 nos canais BS-NTV, ABC e Tokyo MX e filiadas. E tem previsão para 12 episódios.
No Brasil a animação está disponível em português, na funimation, com legendas, em simulcast com diferença de 30 minutos da transmissão, e episódios dublados com cinco semanas do original.

### Mangá
- Primeiro Capítulo  na Mag comi (em japonês)
- Meikyū Black Company (mangá) na enciclopédia do Anime News Network (em inglês)

### Anime
- Site oficial do anime (em japonês)
- «TVアニメ「迷宮ブラックカンパニー」公式ツイッター@meikyubc_anime» (em japonês). twitter oficial (anime)
- Meikyū Black Company (anime) na enciclopédia do Anime News Network (em inglês)

Streaming
- «The Dungeon of Black Company». na Funimation